# Geno Atkins
Gene Renard Atkins Jr. (28 de marzo de 1988) es un exjugador profesional estadounidense de fútbol americano que jugó en la posición de defensive tackle con los Cincinnati Bengals de la National Football League (NFL).

## Biografía
Atkins asistió a la preparatoria St. Thomas Aquinas en Fort Lauderdale, donde practicó fútbol americano y disciplinas de lanzamiento en atletismo. Al finalizar la preparatoria, fue considerado como el 24to mejor defensive end en la nación por Rivals.com y el 41ro por Scout.com.
Posteriormente, asistió a la Universidad de Georgia donde jugó con los Georgia Bulldogs desde 2007 a 2009. En su primer año con el equipo, fue nombrado al primer equipo All-SEC junto a su compañero running back Knowshon Moreno.

## Carrera

### Cincinnati Bengals
Atkins fue seleccionado por los Cincinnati Bengals en la cuarta ronda (puesto 120) del draft de 2010.
En su segunda temporada (2011) se convirtió en titular como defensive tackle y lideró al equipo con 7.5 capturas de mariscal (sacks), ayudando en la defensa para conseguir una marca de 9-7 y clasificar a la postemporada. Fue nombrado al Pro Bowl luego que Vince Wilfork declinara participar para poder jugar en el Super Bowl XLVI con los New England Patriots.
En 2012, registró 53 tacleadas, provocó cuatro balones sueltos, estableció una nueva marca del equipo con 12.5 capturas y fue seleccionado como titular para el Pro Bowl, mientras que los Bengals clasificaron a postemporada por segundo año consecutivo. Luego de su impresionante temporada, fue nombrado al primer equipo All-Pro.
El 2 de septiembre de 2013, aceptó un contrato por cinco años y $55 millones con los Bengals. Sin embargo, el 31 de octubre se lesionó el ligamento cruzado anterior ante los Miami Dolphins, por lo que se perdió el resto de la temporada 2013. Solo jugó en nueve encuentros, registrando seis capturas y 20 tacleadas totales.
De 2014 a 2016, Atkins fue titular en los 16 encuentros de cada temporada, siendo seleccionado a tres Pro Bowls de forma consecutiva y al primer equipo All-Pro en 2015.
En 2017, registró 46 tacleadas y nueve capturas, por lo que fue invitado a su sexto Pro Bowl, cuarto de manera consecutiva.
El 28 de agosto de 2018, Atkins firmó una extensión de contrato de cuatro años y $65,3 millones con los Bengals hasta la temporada 2022. Después de registrar una captura en el primer juego de la temporada contra los Indianapolis Colts, capturó a Joe Flacco dos veces la semana siguiente contra los Baltimore Ravens. En la semana 15 contra los Oakland Raiders, Atkins capturó a Derek Carr tres veces en una victoria 30-16. Finalizó la temporada con 41 tacleadas y 10 capturas en 14 juegos, y fue invitado nuevamente al Pro Bowl, encuentro donde no jugó por decisión personal.
En 2019, Atkins registró 47 tacleadas y solo 4.5 capturas, su cantidad más baja desde 2014. A pesar de ello, fue convocado a su octavo Pro Bowl.
El 6 de abril de 2020, Atkins fue anunciado como uno de los cuatro defensive tackles del equipo All-Decade de la década de 2010-2019, junto a Aaron Donald, Fletcher Cox y Ndamukong Suh.
El 16 de diciembre de 2020, Atkins fue colocado en la reserva de lesionados después de someterse a una cirugía de hombro, una lesión que tenía desde el campo de entrenamiento. Terminó la temporada con solo una tacleada en ocho juegos.

## Estadísticas generales
|  | Seleccionado al Pro Bowl |

| Año   | Equipo | Juegos | Juegos | Tacleadas | Tacleadas | Tacleadas | Tacleadas | Intercepciones | Intercepciones | Intercepciones | Intercepciones | Intercepciones | Intercepciones | Balones sueltos | Balones sueltos | Balones sueltos | Balones sueltos |
| Año   | Equipo | GP     | GS     | Comb      | Total     | Ast       | Sck       | PDef           | Int            | Yds            | Avg            | Lng            | TDs            | FF              | FR              | Yds             | TDs             |
| ----- | ------ | ------ | ------ | --------- | --------- | --------- | --------- | -------------- | -------------- | -------------- | -------------- | -------------- | -------------- | --------------- | --------------- | --------------- | --------------- |
| 2010  | CIN    | 16     | 1      | 16        | 10        | 6         | 3.0       | 1              | --             | --             | --             | --             | --             | 0               | 0               | --              | --              |
| 2011  | CIN    | 16     | 15     | 47        | 26        | 21        | 7.5       | 2              | --             | --             | --             | --             | --             | 2               | 2               | 19              | 1               |
| 2012  | CIN    | 16     | 16     | 54        | 39        | 15        | 12.5      | 2              | --             | --             | --             | --             | --             | 4               | 0               | --              | --              |
| 2013  | CIN    | 9      | 9      | 20        | 9         | 11        | 6.0       | 0              | --             | --             | --             | --             | --             | 0               | 0               | --              | --              |
| 2014  | CIN    | 16     | 16     | 34        | 20        | 14        | 3.0       | 1              | --             | --             | --             | --             | --             | 1               | 0               | --              | --              |
| 2015  | CIN    | 16     | 16     | 42        | 31        | 11        | 11.0      | 0              | --             | --             | --             | --             | --             | 1               | 0               | --              | --              |
| 2016  | CIN    | 16     | 16     | 32        | 21        | 11        | 9.0       | 0              | --             | --             | --             | --             | --             | 0               | 0               | --              | --              |
| 2017  | CIN    | 16     | 15     | 46        | 29        | 17        | 9.0       | 0              | --             | --             | --             | --             | --             | 0               | 0               | --              | --              |
| 2018  | CIN    | 14     | 14     | 45        | 24        | 21        | 10.0      | 0              | --             | --             | --             | --             | --             | 0               | 0               | --              | --              |
| 2019  | CIN    | 16     | 14     | 47        | 18        | 29        | 4.5       | 0              | --             | --             | --             | --             | --             | 0               | 0               | --              | --              |
| 2020  | CIN    | 8      | 0      | 1         | 1         | 0         | 0.0       | 0              | --             | --             | --             | --             | --             | 0               | 0               | --              | --              |
| Total | Total  | 161    | 134    | 384       | 228       | 156       | 75.5      | 6              | --             | --             | --             | --             | --             | 8               | 2               | 19              | 1               |

Fuente: Pro-Football-Reference.com